# Ildebrando IV Aldobrandeschi
Ildebrando IV Aldobrandeschi (prima del 988 – prima del 1040) è stato un nobile italiano, conte della dinastia degli Aldobrandeschi.

## Biografia
Era figlio del conte Rodolfo II, deceduto quando Ildebrando era ancora fanciullo, e della contessa Willa di Capua, figlia di Landolfo IV, principe di Capua e Benevento e duca di Spoleto e Camerino. Durante la sua giovinezza, il governo della contea venne retto proprio da Willa, prima contessa aldobrandesca che ebbe un ruolo di rilievo nella storia della dinastia; Ildebrando verrà infatti spesso citato come "de Capuense", proprio in riferimento alle origini della madre. Sebbene ancora non avesse raggiunto la maggiore età, lo ritroviamo a intervenire in alcuni atti insieme alla madre e il nonno paterno Rodolfo I, sopravvissuto al figlio, già dal 988.
Nel marzo 1003 si impegnò a non ostacolare i fratelli Sigefredo e Gottifredo da Buggiano per il possesso del castello della Verruca, nella Valdinievole.
Ildebrando rivestì un ruolo attivo e di primo piano nelle lotte tra Arduino ed Enrico II nella Tuscia centro-meridionale, come testimoniano una serie di alleanze sancite tra il 1004 e il 1007. Nel 1007 si ritrovò al centro di una controversia con la chiesa di Santa Maria di Spugna, allorché papa Giovanni XVIII minacciò il conte di scomunica; la situazione verrà risolta per intervento della madre Willa.
Ildebrando fu un conte potente e temuto; ne dà testimonianza una lettera di Pier Damiani, in cui il religioso, sotto forma di un onirico racconto, accusa il conte di tracotanza: «Hildeprandus comes Tusciae, qui dicebatur de Capuana, in tantum dives erat ac praepotens ut gloriaretur se plures habere cortesatque castella quam dies sint, qui numerantur in anno».
Ebbe almeno quattro figli: il conte Enrico, sposato con una Ghisla, o Ermellina; il conte Ranieri, forse sposato con una Willa dei "conti di Siena" (i Guiglieschi); Berta, andata in moglie a Guinisci Berardenghi; e il conte Ildebrandino V, che continuerà la linea comitale.
Morì prima del 1040, come ricordato in un atto di quell'anno, dove risulta già deceduto anche il figlio Enrico.